# Free Derry Corner

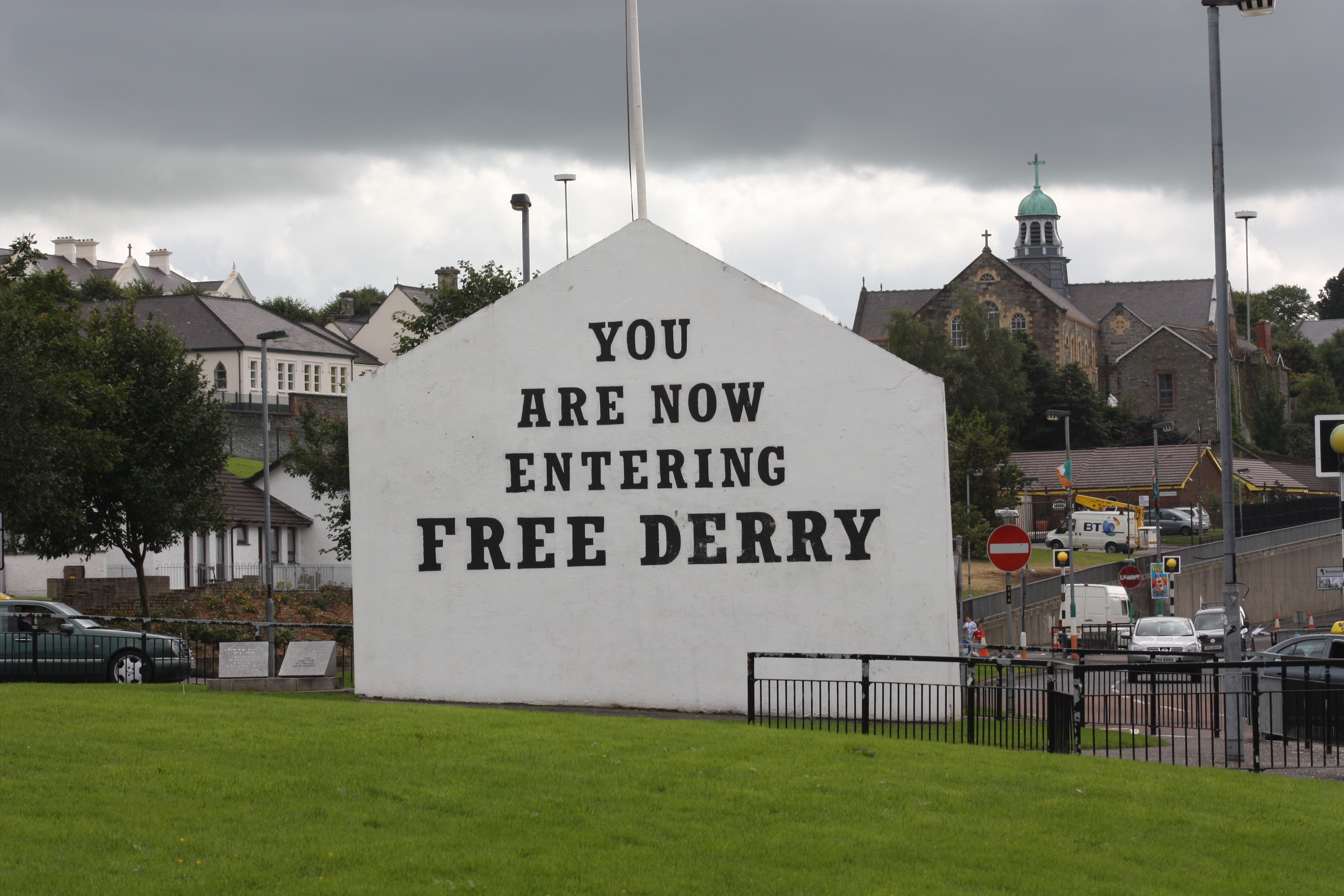
Free Derry Corner v srpnu 2009

Free Derry Corner je historická památka v čtvrti Bogside ve městě Derry v Severním Irsku mezi ulicemi Leckie Road, Rossville Street a Fahan Street. Volně stojící zeď připomíná tzv. Free Derry – autonomní nacionalistickou oblast, která existovala ve městě Derry v letech 1969 až 1972. Poblíž se nachází památník hladovky irských vězňů v roce 1981. Také se tam nachází památník věnovaný obětem polovojenských aktivit prozatímní irské republikánské armády (PIRA) v Derry.
V lednu 1969 místní aktivista John "Caker" Casey napsal na zeď nápis: "You are now entering Free Derry". Když britský ministr vnitra Jim Callaghan navštívil Derry v srpnu 1969 byla zeď natřena na bílo a nápis "You are now entering Free Derry" byl profesionálně přepsán na černo. Domy na Leckie Road a Fahan Street byly následně zbořeny ale zeď byla zachována. Od té doby byl nápis mnohokrát přemalován.
Náměstí se stalo známé jako Free Derry Corner díky obyvatelům. Náměstí se nachází na okraji čtvrti Bogside a společně s okolními ulicemi bylo svědkem bitva o Bitvy o Bogside v roce 1969 a Krvavé neděle v roce 1972. Náměstí bylo prvním místem, kde vypukly pouliční nepokoje během bitvy. Po Bitvě o Bogside obyvatelé oslavovali na Free Derry Corner.